# 高井胤永
高井 胤永（たかい たねなが）は、安土桃山時代から江戸時代前期にかけての武将。後北条氏、大久保氏の家臣。下総国高井城主。相馬治胤の弟。

## 略歴
高井氏は下総相馬氏の分家であるが、その系譜は明らかではなく、治胤・胤永兄弟の実父の名も詳らかではない。だが、兄・治胤が下総相馬氏の家督を継いだため、胤永が実家の高井氏を継いだ。兄に従って後北条氏に従属し、佐竹氏らとの戦いに従事、天正12年（1584年）の沼尻の合戦においては、北条氏直から感状が与えられている。
豊臣秀吉の小田原征伐では兄と共に小田原城に籠城して改易される。後に徳川家康に召しだされるが、大久保忠隣改易で子・胤将が連座したことに加えて、大坂の陣で軍律違反を犯したとして改易される。その後は郷里の高井に戻って隠遁生活を送ったという。
嫡男・胤将（天正6年（1578年生まれ）は、父や伯父と共に小田原城に籠城後に大久保忠常・忠職父子に仕える（関ヶ原の戦い後、一時出奔して黒田如水に仕えたが程なく帰参している）。その後、大久保忠隣失脚のあおりで不遇を囲ったが、幼君・忠職に仕えてその再興工作に奔走した。胤将は慶安5年（1652年）4月18日に75歳で没した。菩提寺は普蔵山高源寺。墓地内に陵墓がある。
子孫は大久保氏の重臣を務めている。